# Herculis 2022
Das  Herculis 2022 war ein Leichtathletik-Meeting, welches am 10. August im Stade Louis II in Monaco stattfand und Teil der Diamond League war.

## Ergebnisse

### Männer

#### 200 m
| Platz | Athlet            | Land | Zeit (s) |
| ----- | ----------------- | ---- | -------- |
| 1     | Noah Lyles        | USA  | 19,46 MR |
| 2     | Erriyon Knighton  | USA  | 19,84    |
| 3     | Michael Norman    | USA  | 19,95    |
| 4     | Alexander Ogando  | DOM  | 20,02    |
| 5     | Aaron Brown       | CAN  | 20,23    |
| 6     | Josephus Lyles    | USA  | 20,26    |
| 7     | Joseph Fahnbulleh | LBR  | 20,46    |
| 8     | Méba-Mickaël Zézé | FRA  | 20,78    |

Wind: +0,8 m/s

#### 1000 m
| Platz | Athlet                    | Land | Zeit (min)    |
| ----- | ------------------------- | ---- | ------------- |
| 1     | Jake Wightman             | GBR  | 2:13,88 WL MR |
| 2     | Marco Arop                | CAN  | 2:14,35 NR    |
| 3     | Clayton Murphy            | USA  | 2:15,73       |
| 4     | Wycliffe Kinyamal         | KEN  | 2:15,78       |
| 5     | Bryce Hoppel              | USA  | 2:15,99       |
| 6     | Joshua Thompson           | USA  | 2:16,38       |
| 7     | Luke McCann               | IRL  | 2:16,40 NR    |
| 8     | Hobbs Kessler             | USA  | 2:16,46       |
| 9     | Ferguson Cheruiyot Rotich | KEN  | 2:17,00       |
| 10    | Tony van Diepen           | NED  | 2:17,06       |
| 11    | Benjamin Robert           | FRA  | 2:17,11       |
| 12    | Emmanuel Korir            | KEN  | 2:18,19       |
|       | Erik Sowinski (Pacemaker) | USA  | DNF           |

#### 3000 m
| Platz                     | Athlet                     | Land | Zeit (min)        |
| ------------------------- | -------------------------- | ---- | ----------------- |
| 1                         | Thierry Ndikumwenayo       | BDI  | 7:25,93 WL DLR NR |
| 2                         | Berihu Aregawi             | ETH  | 7:26,81 PB        |
| 3                         | Grant Fisher               | USA  | 7:28,48 AR        |
| 4                         | Nicholas Kimeli            | KEN  | 7:31,19 PB        |
| 5                         | Dominic Lobalu             | ART  | 7:31,54           |
| 6                         | Jacob Krop                 | KEN  | 7:33,30           |
| 7                         | Telahun Haile Bekele       | ETH  | 7:38,24 PB        |
| 8                         | William Kincaid            | USA  | 7:38,81 PB        |
| 9                         | Joe Klecker                | USA  | 7:39,58           |
| 10                        | Hugo Hay                   | FRA  | 7:41,78 PB        |
| 11                        | Paul Chelimo               | USA  | 7:42,68           |
| 12                        | Stewart McSweyn            | AUS  | 7:43,31           |
| 13                        | Cornelius Kemboi           | KEN  | 7:44,73           |
| 14                        | Daniel Ebenyo              | KEN  | 7:44,81           |
| 15                        | Bethwell Birgen            | KEN  | 7:56,82           |
|                           | Mounir Akbache (Pacemaker) | FRA  | DNF               |
| Samuel Tanner (Pacemaker) | NZL                        | DNF  |                   |

#### 110 m Hürden
| Platz | Athlet                  | Land | Zeit (s) |
| ----- | ----------------------- | ---- | -------- |
| 1     | Grant Holloway          | USA  | 12,99 SB |
| 2     | Trey Cunningham         | USA  | 13,03    |
| 3     | Hansle Parchment        | JAM  | 13,08 SB |
| 4     | Daniel Roberts          | USA  | 13,20    |
| 5     | Sasha Zhoya             | FRA  | 13,21    |
| 6     | Pascal Martinot-Lagarde | FRA  | 13,26 SB |
| 7     | Damian Czykier          | POL  | 13,46    |
| 8     | Just Kwaou-Mathey       | FRA  | 13,78    |

Wind: +0,6 m/s

#### Hochsprung
| Platz | Athlet              | Land | Höhe (m) |
| ----- | ------------------- | ---- | -------- |
| 1     | Mutaz Essa Barshim  | QAT  | 2,30     |
| 2     | Woo Sang-hyeok      | KOR  | 2,30     |
| 3     | Hamish Kerr         | NZL  | 2,25     |
| 4     | JuVaughn Harrison   | USA  | 2,25     |
| 5     | Django Lovett       | CAN  | 2,20     |
| 5     | Shelby McEwen       | USA  | 2,20     |
| 5     | Andrij Prozenko     | UKR  | 2,20     |
| 8     | Gianmarco Tamberi   | ITA  | 2,20     |
| 9     | Yonathan Kapitolnik | ISR  | 2,20     |
|       | Donald Thomas       | BAH  | NM       |

#### Weitsprung
| Platz | Athlet              | Land | Weite (m) |
| ----- | ------------------- | ---- | --------- |
| 1     | Maykel Massó        | CUB  | 8,35 SB   |
| 2     | Miltiadis Tendoglou | GRC  | 8,31      |
| 3     | Marquis Dendy       | USA  | 8,31 SB   |
| 4     | Tajay Gayle         | JAM  | 8,06 SB   |
| 5     | Thobias Montler     | SWE  | 7,96      |
| 6     | Sreeshankar Murali  | IND  | 7,94      |
| 7     | Mattia Furlani      | ITA  | 7,90      |
| 8     | Erwan Konaté        | FRA  | 7,87      |
| 9     | Jules Pommery       | FRA  | 7,83      |
| 10    | Steffin McCarter    | USA  | 7,82      |

### Frauen

#### 100 m
| Platz | Athletin                | Land | Zeit (s)    |
| ----- | ----------------------- | ---- | ----------- |
| 1     | Shelly-Ann Fraser-Pryce | JAM  | 10,62 WL MR |
| 2     | Shericka Jackson        | JAM  | 10,71 PB    |
| 3     | Marie-Josée Ta Lou      | CIV  | 10,72 AR    |
| 4     | Aleia Hobbs             | USA  | 10,81 =SB   |
| 5     | Twanisha Terry          | USA  | 10,90       |
| 6     | Daryll Neita            | GBR  | 10,91       |
| 7     | Tamara Clark            | USA  | 10,96       |
|       | Melissa Jefferson       | USA  | DNS         |

Wind: +0,4 m/s

#### 400 m
| Platz | Athletin                | Land | Zeit (s) |
| ----- | ----------------------- | ---- | -------- |
| 1     | Shaunae Miller-Uibo     | BAH  | 49,28    |
| 2     | Candice McLeod          | JAM  | 49,87 SB |
| 3     | Sada Williams           | BAR  | 50,10    |
| 4     | Stephenie Ann McPherson | JAM  | 50,52    |
| 5     | Fiordaliza Cofil        | DOM  | 50,55    |
| 6     | Junelle Bromfield       | JAM  | 50,93 SB |
| 7     | Kaylin Whitney          | USA  | 51,02 SB |
| 8     | Sokhna Lacoste          | FRA  | 53,21    |

#### 1500 m
| Platz                       | Athletin          | Land | Zeit (min)    |
| --------------------------- | ----------------- | ---- | ------------- |
| 1                           | Faith Kipyegon    | KEN  | 3:50,37 WL NR |
| 2                           | Heather MacLean   | NED  | 3:58,89 PB    |
| 3                           | Elise Cranny      | USA  | 3:59,06 PB    |
| 4                           | Hirut Meshesha    | ETH  | 4:00,51       |
| 5                           | Cory McGee        | USA  | 4:00,70       |
| 6                           | Winnie Nanyondo   | UGA  | 4:00,81       |
| 7                           | Georgia Griffith  | AUS  | 4:00,96       |
| 8                           | Jessica Hull      | AUS  | 4:01,73       |
| 9                           | Sinclaire Johnson | USA  | 4:02,87       |
| 10                          | Gaia Sabbatini    | ITA  | 4:04,96       |
| 11                          | Marta Pérez       | ESP  | 4:05,60       |
| 12                          | Aurore Fleury     | FRA  | 4:10,01       |
|                             | Axumawit Embaye   | ETH  | DNF           |
| Adelle Tracey (Pacemakerin) | JAM               | DNF  |               |
| Allie Wilson (Pacemakerin)  | USA               | DNF  |               |

#### 400 m Hürden
| Platz | Athletin            | Land | Zeit (s) |
| ----- | ------------------- | ---- | -------- |
| 1     | Rushell Clayton     | JAM  | 53,33    |
| 2     | Janieve Russell     | JAM  | 53,52 SB |
| 3     | Gianna Woodruff     | PAN  | 54,13    |
| 4     | Wiktorija Tkatschuk | UKR  | 54,27    |
| 5     | Anna Ryschykowa     | UKR  | 54,53    |
| 6     | Line Kloster        | NOR  | 54,62    |
| 7     | Ayomide Folorunso   | ITA  | 55,01    |
| 8     | Camille Séri        | FRA  | 56,36    |

#### 3000 m Hindernis
| Platz | Athletin                        | Land | Zeit (min) |
| ----- | ------------------------------- | ---- | ---------- |
| 1     | Werkuha Getachew                | ETH  | 9:06,19    |
| 2     | Zerfe Wondemagegn               | ETH  | 9:06,63 PB |
| 3     | Elizabeth Bird                  | GBR  | 9:07,87 NR |
| 4     | Emma Coburn                     | USA  | 9:07,93 SB |
| 5     | Jackline Chepkoech              | KEN  | 9:09,72 PB |
| 6     | Courtney Wayment                | USA  | 9:09,91 PB |
| 7     | Marwa Bouzayani                 | TUN  | 9:22,22    |
| 8     | Amy Cashin                      | AUS  | 9:24,19    |
| 9     | Courtney Frerichs               | USA  | 9:32,56    |
| 10    | Daisy Jepkemei                  | KAZ  | 9:37,83    |
| 11    | Adva Cohen                      | ISR  | 9:42,71    |
| 12    | Irene Sánchez-Escribano         | ESP  | 9:43,36    |
| 13    | Tatiane da Silva                | BRA  | 9:52,93    |
|       | Virginia Nyambura (Pacemakerin) | KEN  | DNF        |

#### Stabhochsprung
| Platz           | Athletin           | Land | Höhe (m) |
| --------------- | ------------------ | ---- | -------- |
| 1               | Nina Kennedy       | AUS  | 4,66     |
| 2               | Sandi Morris       | USA  | 4,66     |
| 3               | Katerina Stefanidi | GRC  | 4,66     |
| 4               | Roberta Bruni      | ITA  | 4,51     |
| 5               | Ninon Chapelle     | FRA  | 4,36     |
| 5               | Lene Retzius       | NOR  | 4,36     |
| 7               | Angelica Moser     | SUI  | 4,36     |
| 7               | Tina Šutej         | SVN  | 4,36     |
|                 | Marie-Julie Bonnin | FRA  | NH       |
| Margot Chevrier | FRA                | NH   |          |

#### Dreisprung
| Platz | Athletin                | Land | Weite (m) |
| ----- | ----------------------- | ---- | --------- |
| 1     | Yulimar Rojas           | VEN  | 15,01     |
| 2     | Shanieka Ricketts       | JAM  | 14,91     |
| 3     | Tori Franklin           | USA  | 14,86 PB  |
| 4     | Maryna Bech-Romantschuk | UKR  | 14,59 PB  |
| 5     | Keturah Orji            | USA  | 14,56     |
| 6     | Thea LaFond             | DMA  | 14,45     |
| 7     | Leyanis Pérez           | CUB  | 14,37     |
| 8     | Patrícia Mamona         | POR  | 14,23     |

#### Speerwurf
| Platz | Athletin          | Land | Weite (m) |
| ----- | ----------------- | ---- | --------- |
| 1     | Kelsey-Lee Barber | AUS  | 64,50     |
| 2     | Haruka Kitaguchi  | JPN  | 62,37     |
| 3     | Mackenzie Little  | AUS  | 61,76     |
| 4     | Kara Winger       | USA  | 60,95     |
| 5     | Līna Mūze         | LAT  | 60,54     |
| 6     | Yulenmis Aguilar  | CUB  | 60,40     |
| 7     | Liveta Jasiūnaitė | LTU  | 59,47     |
| 8     | Barbora Špotáková | CZE  | 57,58     |
| 9     | Elizabeth Gleadle | CAN  | 57,08     |